# Fortuna Düsseldorf (Futsal)
Fortuna Düsseldorf ist ein Sportverein aus Düsseldorf. Die Futsalmannschaft spielte seit dem Aufstieg im Jahre 2016 in der damals erstklassigen Futsalliga West und war Gründungsmitglied der Futsal-Bundesliga, der seit der Saison 2021/2022 höchsten Futsal-Spielklasse in Deutschland. 2025 wurde die Futsal-Abteilung aufgelöst.

## Geschichte
Der Verein wurde im Jahre 2004 als Futsal Lions Düsseldorf gegründet. Sowohl der Vereinsname als auch das Vereinslogo wurden vom Düsseldorfer Stadtwappen inspiriert. Seit 2008 bestand eine feste Partnerschaft zwischen den Futsal Lions und dem Verein TuRU Düsseldorf. Zum 1. Juli 2017 schlossen sich die Futsaler dem Verein Fortuna Düsseldorf an.
Die Mannschaft qualifizierte sich in der Saison 2005/06 für die erstmals ausgetragene WFLV-Futsal-Liga. Zur erfolgreichsten Spielzeit der Vereinsgeschichte wurde die Saison 2010/11, als die Düsseldorfer nach Abschluss der Vorrunde Tabellenführer waren und schließlich auf Platz drei abrutschten. Die Qualifikation für den DFB-Futsal-Cup 2011 wurde um zwei Punkte verpasst. Ein Jahr später gewannen die Löwen durch einen Finalsieg über Futsalicious Essen erstmals den Futsal-Niederrheinpokal.
Nach mehreren Jahren Abstiegskampf mussten die Düsseldorfer im Jahre 2015 den Gang in die Zweitklassigkeit antreten. Im gleichen Jahr gewann die Mannschaft durch einen 5:3-Finalsieg über den UFC Münster den WFLV-Futsal-Pokal. Ein Jahr später gelang der direkte Wiederaufstieg als Niederrheinmeister in die nunmehr Futsalliga West genannte Spielklasse. Diese konnten die Düsseldorfer bis 2018 halten. In der ersten Saison als Fortuna musste die Mannschaft sportlich absteigen. Der SC Aachen zog im selben Jahr seine Mannschaft zurück und verschaffte der Fortuna somit den nachträglichen Klassenerhalt.
In der Spielzeit 2018/2019 gelang den Fortunen mit einem 4. Tabellenplatz, die bisher sportlich beste Platzierung in der höchsten deutschen Spielklasse. Zudem gewann die Mannschaft, erstmals als Fortuna Düsseldorf, den Futsal-Niederrheinpokal.

### Futsal-Bundesliga (seit 2021)
In der Spielzeit 2020/2021 wurde die Fortuna, als erste der bis dahin gelaufenen Regionalliga-Saison, zur Deutschen Futsal-Meisterschaft und als Gründungsmitglied der Futsal-Bundesliga gemeldet.

#### Eröffnungsspiel
Im Eröffnungsspiel der Futsal-Bundesliga durfte die Fortuna gegen die Hamburger SV-Panthers auch den ersten Sieg der und das erste Tor der Bundesliga-Geschichte feiern. Das Spiel konnte mit 1:0 im heimischen Castello durch ein Tor von Eike Thiemann gewonnen werden.

#### Futsal Bundesliga-Saison (2021/22)
Auch am nächsten Spieltag konnten die Fortunen drei Punkte aus Hamburg, gegen die Wakka Eagles in der CU-Arena, mitnehmen. Gegen die TSG 1846 Mainz-Bretzenheim und den deutschen Meister aus Stuttgart, die TSV Weilimdorf, konnte trotz teilweise ansprechender Leistung kein einziger Punkt gewonnen werden. Nach einer Niederlagenserie von insgesamt 7 Spielen, holten die Rheinländer in der Rückrunde bisher 6 von 9 möglichen Punkten und blieben gegen WAKKA Eagles und die TSG 1846 Mainz zweimal in Folge ohne Gegentor.

## Einstellung
In der Saison 2024/25 qualifizierte sich Fortuna als Tabellenachter der regulären Spielzeit erneut für die Play-offs um die Deutsche Meisterschaft. Im Viertelfinale schied die Mannschaft jedoch nach einer Niederlage gegen HOT 05 aus.
Mit Beginn der Saison 2025/26 stellt Fortuna Düsseldorf den Futsal-Betrieb sowohl im professionellen als auch im Breitensport ein, da die wirtschaftliche Entwicklung der Abteilung die Erwartungen nicht erfüllen konnte.

## Erfolge
- Niederrheinmeister: 2010, 2016
- WFLV-Pokalsieger: 2015
- Niederrheinpokalsieger: 2012, 2015, 2016, 2018, 2022